# Élections parlementaires italiennes de 1979
Les élections parlementaires italiennes de 1979 (en italien : Elezioni politiche italiane del 1979) se tiennent les dimanche 3 et lundi 4 juin 1979, afin d'élire les 630 députés et les 315 sénateurs de la VIIIe législature de la Chambre des députés et du Sénat de la République.
Anticipé de deux ans par rapport au terme normal de la VIIe législature, ce scrutin est convoqué par le nouveau président Sandro Pertini après que Giulio Andreotti n'a pas obtenu la confiance du Parlement.
Au pouvoir depuis juillet 1976, Andreotti avait mené deux exécutifs minoritaires formés par la Démocratie chrétienne (DC) bénéficiant de l'abstention puis du soutien sans participation du Parti communiste italien (PCI). Inédite depuis 1947, cette coopération est considérée comme le premier pas vers le « compromis historique » promu par le président de la DC Aldo Moro et le secrétaire du PCI Enrico Berlinguer.
Les élections se tiennent dans un contexte politique particulier, à peine 13 mois après l'assassinat de Moro et 11 mois après la démission du président Giovanni Leone, mis en cause dans une affaire de corruption. Elles voient une nouvelle victoire de la DC tandis que le PCI rechute à 30 % après avoir rassemblé plus d'un tiers des voix en 1976. La principale percée revient au Parti radical (PR), une formation libertarienne et anticléricale.
Plus de deux mois après le scrutin et trois mandats exploratoires infructueux, le chef de l'État assermente le gouvernement minoritaire de l'ancien ministre de l'Intérieur démocrate chrétien Francesco Cossiga.

## Contexte

### Un résultat historique pour le PCI
Aux élections parlementaires anticipées des 20 et 21 juin 1976, la Démocratie chrétienne (DC) au pouvoir depuis 1948 confirme son statut de première force politique italienne avec 38,7 % des voix à la Chambre des députés et 38,9 % au Sénat de la République.
Deuxième des formations politiques et première force de l'opposition, le Parti communiste italien (PCI) d'Enrico Berlinguer réalise une percée inédite. En totalisant 34,4 % des suffrages exprimés à la Chambre et 33,8 % au Sénat, il capte pour la première fois plus d'un tiers des votes valables et devient le premier parti après la DC à réaliser un tel score. Il engrange 74 nouveaux parlementaires, soit un renforcement de 36 % de sa représentation au Parlement. Ce bon résultat lui permet de déborder ses fiefs d'Émilie-Romagne, Ombrie et Toscane pour s'imposer en Ligurie, Lombardie et dans le Piémont.
Le Parti socialiste italien (PSI), allié récurrent des démocrates chrétiens, échoue à repasser au-dessus des 10 % à la chambre basse pour sa première participation électorale en solitaire depuis 1963, réunissant 9,6 % des exprimés et 10,2 % à la chambre haute. S'il est toujours suivi par le Mouvement social italien - Droite nationale (MSI-DN), celui-ci est en recul puisqu'il perd près de 40 % de sa représentation parlementaire avec 6,1 % à la Chambre des députés et 6,6 % au Sénat de la République. Le Parti social-démocrate italien (PSDI) connaît un sort similaire en abandonnant la moitié de ses deux groupes parlementaires du fait d'un résultat de 3,4 % à la Chambre et 3,1 % au Sénat. Il se trouve ainsi talonné par le Parti républicain italien (PRI), qui rassemble 3,1 % à la chambre basse et 2,7 % à la chambre haute.

### La non-défiance du PCI envers Andreotti

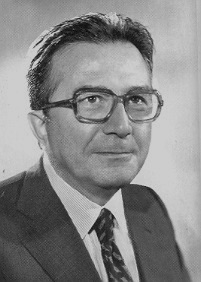
Giulio Andreotti dirige le premier gouvernement auquel ne s'oppose pas le PCI depuis 1947.

L'échec global des partis centristes conduit la DC à chercher le soutien du PCI, conformément à l'objectif de « compromis historique » poursuivi par le président du Conseil sortant Aldo Moro et Berlinguer. Les deux partis s'accordent alors sur la mise en place d'un gouvernement minoritaire mené par le ministre du Budget et ancien président du Conseil Giulio Andreotti, qui bénéficie de l'abstention des communistes et entre en fonction à la fin du mois de juillet 1976. En échange, le PCI obtient l'élection de Pietro Ingrao comme président de la Chambre des députés, ce qui en fait le premier communiste à occuper l'une des quatre charges suprêmes de l'État. Pour la première fois depuis 1947, le Parti communiste quitte l'opposition parlementaire.
De son côté, le PSI s'engage dans un processus de rénovation interne et choisit son vice-secrétaire Bettino Craxi comme nouveau dirigeant en remplacement de Francesco De Martino, représentant de la génération politique précédente. De même, au PSDI, le sénateur à vie et ancien président de la République Giuseppe Saragat cède le secrétariat du parti à Pier Luigi Romita.

### Le PCI vote la confiance

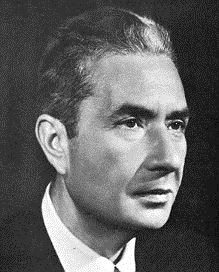
Artisan de la collaboration avec le PCI, le président de la DC Aldo Moro est assassiné en mai 1978.

Souhaitant aller plus loin dans leur collaboration, la DC et le PCI négocient en vue de la constitution d'un nouvel exécutif auquel les communistes apporteraient leur soutien lors du vote de confiance. Ainsi Andreotti forme-t-il son quatrième cabinet le 13 mars 1978. Trois jours plus tard, à une heure du début du vote de confiance à la Chambre des députés, le président du conseil national de la Démocratie chrétienne Aldo Moro est enlevé en plein Rome par les Brigades rouges (BR) tandis que ses cinq agents de sécurité sont tués. Le nouveau gouvernement est alors investi par 545 votes favorables à la Chambre, puis 267 voix au Sénat peu après. Après 55 jours de détention, Moro est assassiné et retrouvé mort dans la capitale italienne.
C'est dans ce contexte pesant que sont organisés les 11 et 12 juin deux référendums abrogatifs du fait de la mobilisation du Parti radical (PR), portant sur la suppression de la « loi Reale » relative à l'ordre public ; et du financement public des partis politiques. Plus de 80 % des électeurs se rendent aux urnes et refusent d'abroger les deux textes, à 76,4 % pour la loi Reale et à 56,4 % pour le financement politique. Opposé à la loi sur l'ordre public lors de son adoption en 1975, le PCI fait finalement campagne pour son maintien.

### De Lockheed à la rupture DC/PCI: neuf mois de crise

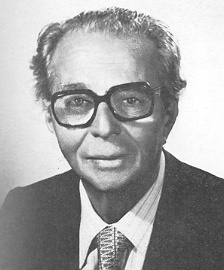
Ugo La Malfa, premier laïque chargé de former un gouvernement de la République.

À peine trois jours plus tard, le président de la République Giovanni Leone démissionne à cinq mois de la fin de son septennat, après que son nom a été cité depuis plusieurs années dans l'affaire Lockheed. Le président du Sénat Amintore Fanfani exerce donc l'intérim de la direction de l'État et Pietro Ingrao convoque le collège électoral pour le 29 juin. Alors que la DC veut faire élire l'ancien ministre de la Justice Guido Gonella, le PCI porte la candidature de Giorgio Amendola. Après 15 tours de scrutin infructueux, la classe politique se rassemble sur le député Sandro Pertini. Décoré pour faits de guerre lors de la Première Guerre mondiale, cet ancien résistant au régime de Mussolini et ex-président de la Chambre des députés devient le premier membre du PSI à accéder au palais du Quirinal, 14 ans après son ami Giuseppe Saragat.
Accusant la DC de miner leur accord, le PCI annonce le 17 janvier 1979 qu'il se retire de la majorité. Andreotti renonce donc le 31 janvier à diriger le gouvernement. Trois jours après, Pertini lui demande de former une nouvelle équipe. Il échoue à reconquérir le soutien des communistes et renonce à sa mission le 21 février. Le chef de l'État confie le lendemain un mandat exploratoire à l'ancien vice-président du Conseil Ugo La Malfa, figure du Parti républicain. C'est alors la première fois depuis la proclamation de la République — et la seconde depuis la fin de la Seconde Guerre mondiale après Ferruccio Parri — qu'un laïque est appelé à constituer le gouvernement italien. Il rend son mandat le 2 mars sur un constat d'échec. Andreotti est rappelé cinq jours plus tard et parvient à convaincre le PSDI et le PRI de s'associer à lui
Alors que le nouveau cabinet est assermenté le 20 mars, La Malfa — désormais vice-président du Conseil et ministre du Budget — est victime d'une hémorragie cérébrale le 24 mars et meurt deux jours plus tard à 75 ans. Le 31 mars, la confiance est refusée par le Sénat à une voix près, aussi le 2 avril le président de la République dissout le Parlement.

## Mode de scrutin

### Pour la Chambre des députés
La Chambre des députés (en italien : Camera dei Deputati) est élue au scrutin proportionnel plurinominal pour un mandat de cinq ans.
Le territoire italien est divisé en 32 circonscriptions, 31 plurinominales — qui comprennent toutes au moins deux provinces, sauf celles de Trieste — et la Vallée d'Aoste, qui n'élit qu'un représentant selon le scrutin uninominal majoritaire à un tour. Il n'y a pas de seuil électoral.
Le jour du vote, chaque électeur choisit dans sa circonscription une liste de candidats, et peut émettre jusqu'à quatre votes de préférence. À l'issue du scrutin, les sièges sont répartis à la proportionnelle d'Impériali et attribués en priorité aux candidats ayant reçu le plus grand nombre de voix préférentielles.
Les sièges qui n'ont pas été attribués et les voix qui n'ont pas été utilisées sont ensuite rassemblés au niveau national et distribués à la proportionnelle de Hare entre les formations politiques qui ont obtenu un député de circonscription ou 300 000 voix nationalement. Ces mandats de députés sont ensuite attribués, pour les partis qui en bénéficient, dans les circonscriptions où ils comptent le plus de votes résiduels.

### Pour le Sénat de la République
Le Sénat de la République (en italien : Senato della Repubblica) est élu au scrutin proportionnel plurinominal pour un mandat de cinq ans par les Italiens âgés d'au moins 25 ans.
Le territoire italien est divisé en 20 circonscriptions qui correspondent aux régions, 19 plurinominales et la Vallée d'Aoste, qui n'élit qu'un parlementaire selon le scrutin uninominal majoritaire à un tour. Conformément à l'article 57 de la Constitution de 1948, chaque région dispose d'au moins sept sénateurs, sauf le Molise qui en a deux. Il n'y a pas de seuil électoral.
Les circonscriptions sont divisées en un certain nombre de collèges électoraux (238 au total). Pour l'emporter dans un collège, un candidat doit réunir un nombre de suffrages équivalent à 65 % des votants au moins. Pour les collèges où ce seuil n'est pas atteint (313 sur 315 en 1976), les voix de chaque candidat sont regroupées par parti, au niveau régional, et les sièges à pourvoir sont distribués à la proportionnelle d'Hondt. Les mandats sont attribués, pour chaque parti, aux candidats ayant le plus fort quotient individuel (qui correspond au ratio entre les suffrages obtenus et le nombre de votants dans les différents collèges électoraux).

## Campagne

### Principales forces politiques
| Parti | Parti                                                                                     | Idéologie                                                       | Secrétaire         |
| ----- | ----------------------------------------------------------------------------------------- | --------------------------------------------------------------- | ------------------ |
|       | Démocratie chrétienne Democrazia Cristiana                                                | Centre Démocratie chrétienne, antifascisme, anticommunisme      | Benigno Zaccagnini |
|       | Parti communiste italien Partito Comunista Italiano                                       | Gauche Communisme, eurocommunisme, marxisme-léninisme           | Enrico Berlinguer  |
|       | Parti socialiste italien Partito Socialista Italiano                                      | Centre gauche Socialisme, social-démocratie, social-libéralisme | Bettino Craxi      |
|       | Mouvement social italien – Droite nationale Movimento Sociale Italiano - Destra Nazionale | Extrême droite Néofascisme, nationalisme, anticommunisme        | Giorgio Almirante  |
|       | Parti social-démocrate italien Partito Socialista Democratico Italiano                    | Centre gauche Social-démocratie, socialisme                     | Pietro Longo       |
|       | Parti républicain italien Partito Republicano Italiano                                    | Centre Républicanisme, mazzinisme                               | Oddo Biasini       |

## Résultats

### Chambre des députés
| Parti                    | Parti                                                 | Suffrages  | Suffrages | Sièges  | Sièges        |
| Parti                    | Parti                                                 | Voix       | %         | Députés | +/-           |
| ------------------------ | ----------------------------------------------------- | ---------- | --------- | ------- | ------------- |
|                          | Démocratie chrétienne (DC)                            | 14 046 290 | 38,30     | 262     | en stagnation |
|                          | Parti communiste italien (PCI)                        | 11 139 231 | 30,38     | 201     | 27            |
|                          | Parti socialiste italien (PSI)                        | 3 596 802  | 9,81      | 62      | 5             |
|                          | Mouvement social italien – Droite nationale (MSI-DN)  | 1 930 639  | 5,26      | 30      | 5             |
|                          | Parti social-démocrate italien (PSDI)                 | 1 407 535  | 3,84      | 20      | 5             |
|                          | Parti radical (PR)                                    | 1 264 870  | 3,45      | 18      | 14            |
|                          | Parti républicain italien (PRI)                       | 1 110 209  | 3,03      | 16      | 2             |
|                          | Parti libéral italien (PLI)                           | 712 646    | 1,94      | 9       | 4             |
|                          | Parti d'unité prolétarienne pour le communisme (PdUP) | 502 247    | 1,37      | 6       | en stagnation |
|                          | Autres                                                | 960 839    | 2,62      | 6       | 2             |
|                          |                                                       |            |           |         |               |
| Votes valides            | Votes valides                                         | 36 671 308 | 95,89     |         |               |
| Votes blancs et nuls     | Votes blancs et nuls                                  | 1 571 610  | 4,11      |         |               |
| Total                    | Total                                                 | 38 242 918 | 100,00    | 630     | en stagnation |
| Abstention               | Abstention                                            | 3 960 436  | 9,38      |         |               |
| Inscrits / participation | Inscrits / participation                              | 42 203 354 | 90,62     |         |               |

### Sénat de la République
| Parti                    | Parti                                                | Suffrages  | Suffrages | Sièges    | Sièges        |
| Parti                    | Parti                                                | Voix       | %         | Sénateurs | +/-           |
| ------------------------ | ---------------------------------------------------- | ---------- | --------- | --------- | ------------- |
|                          | Démocratie chrétienne (DC)                           | 12 010 716 | 38,34     | 138       | 3             |
|                          | Parti communiste italien (PCI)                       | 9 855 951  | 31,46     | 109       | 7             |
|                          | Parti socialiste italien (PSI)                       | 3 252 410  | 10,38     | 32        | 3             |
|                          | Mouvement social italien – Droite nationale (MSI-DN) | 1 780 950  | 5,68      | 13        | 2             |
|                          | Parti social-démocrate italien (PSDI)                | 1 320 729  | 4,22      | 9         | 2             |
|                          | Parti républicain italien (PRI)                      | 1 053 251  | 3,36      | 6         | 1             |
|                          | Parti libéral italien (PLI)                          | 691 718    | 2,21      | 2         | en stagnation |
|                          | Parti radical (PR)                                   | 413 444    | 1,32      | 2         | 2             |
|                          | Autres                                               | 951 626    | 3,04      | 4         | en stagnation |
|                          |                                                      |            |           |           |               |
| Votes valides            | Votes valides                                        | 31 330 795 | 95,01     |           |               |
| Votes blancs et nuls     | Votes blancs et nuls                                 | 1 645 509  | 4,99      |           |               |
| Total                    | Total                                                | 32 976 304 | 100,00    | 315       | en stagnation |
| Abstention               | Abstention                                           | 3 385 733  | 9,31      |           |               |
| Inscrits / participation | Inscrits / participation                             | 36 362 037 | 90,69     |           |               |

### Analyse
En recul de 2,8 points par rapport à 1976, la participation est à cette époque la plus faible enregistrée depuis la proclamation de la République. La DC reste le plus puissant parti italien, continuant de capter près de 40 % des suffrages exprimés. Le net recul du PCI — qui régresse principalement dans le Latium, les Abruzzes et la Lombardie — permet même aux démocrates chrétiens de reprendre l'avantage sur les communistes dans la circonscription de Milan à la Chambre et d'accroître l'écart les séparant de 1 312 000 voix par rapport à 1976.
Toujours troisième force de l'arc politique, le PSI stagne en voix mais progresse légèrement en sièges, effaçant l'échec du scrutin précédent. Il laisse loin derrière lui le MSI-DN, qui continue sa chute entamée trois ans plus tôt. Si le PSDI efface une partie de ses pertes de 1976 en renforce sa présence d'un tiers dans chaque chambre, la plus forte progression relève à la Chambre des députés du PR. Quadruplant son groupe parlementaire et parvenant à faire son entrée au Sénat, il parvient à devancer l'historique PRI à la chambre basse. Le PLI revient partiellement sur sa déroute des précédentes élections puisqu'il double sa présence à la Chambre des députés et surpasse le PdUP, issu de la Démocratie prolétarienne (DP).

Carte de résultats des élections de 1979.
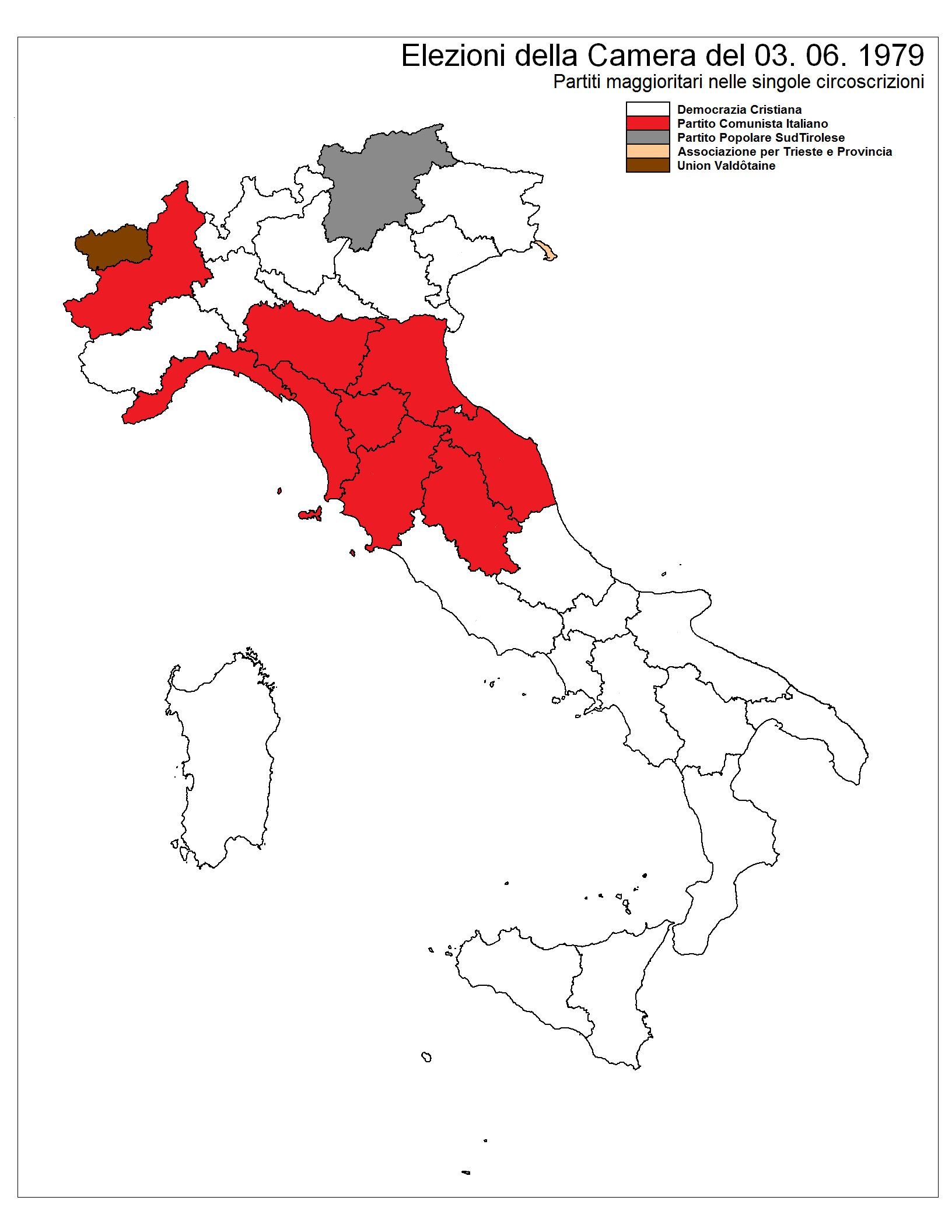
Parti en tête par circonscription à la Chambre des députés.
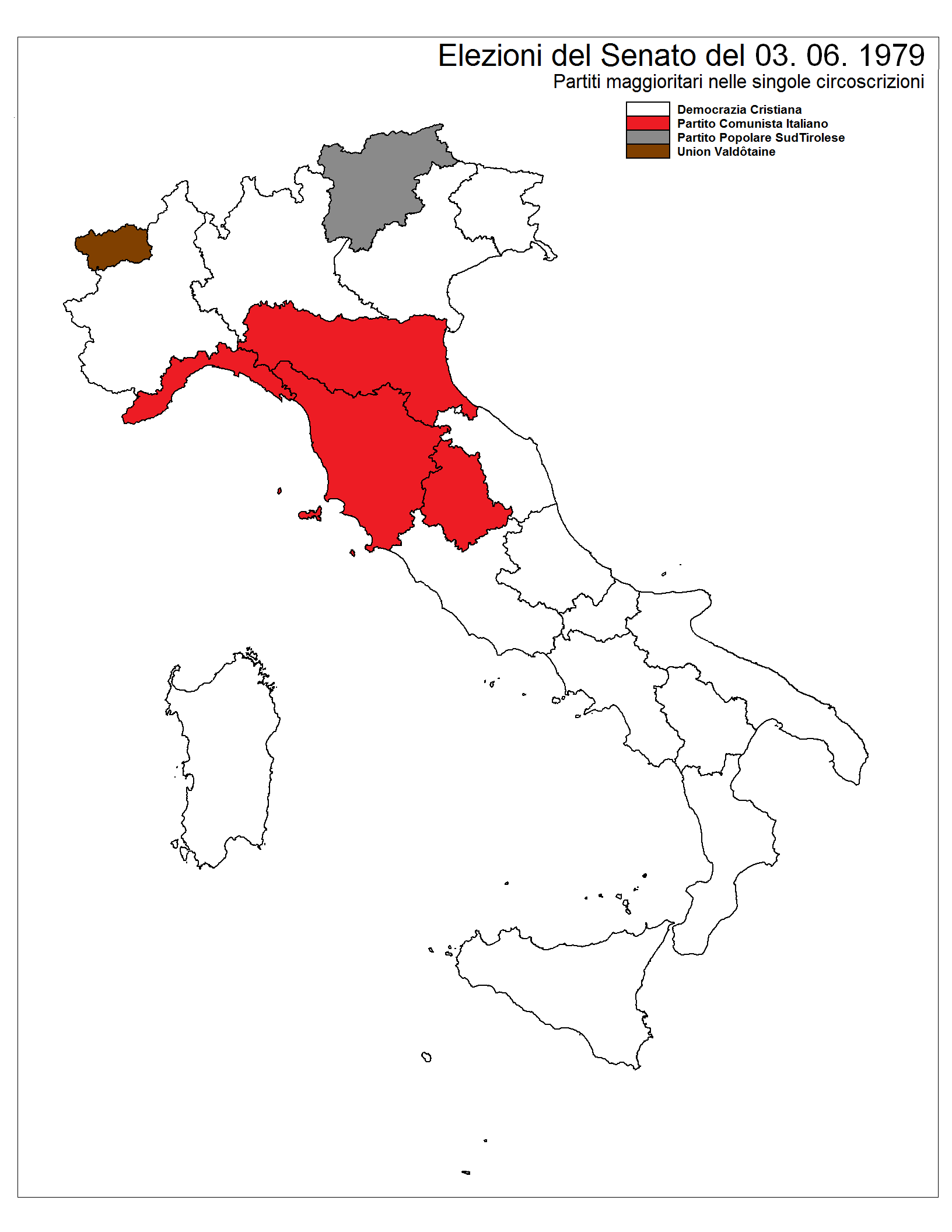
Parti en tête par circonscription au Sénat de la République.
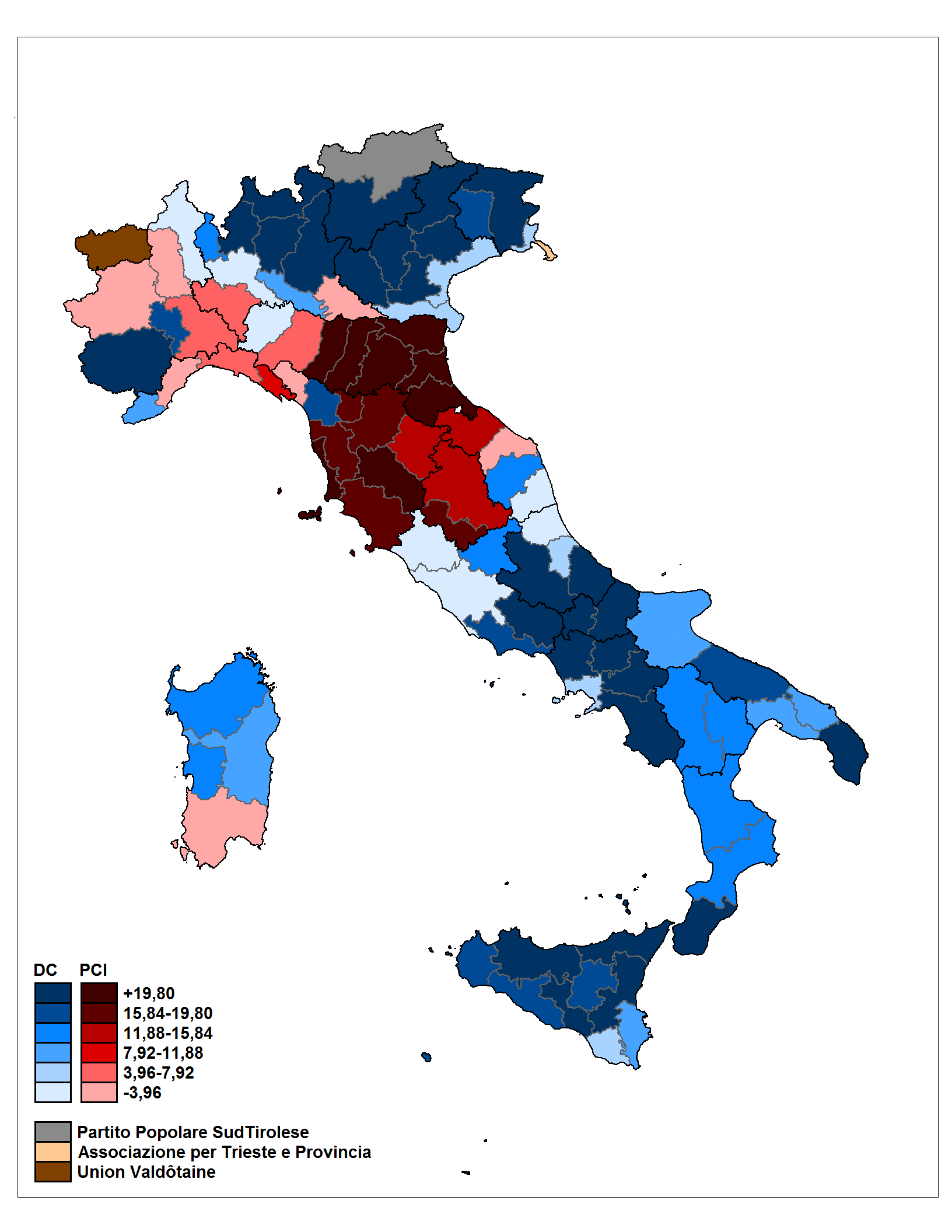
Écart entre la DC et le PCI par province à la Chambre des députés.

### Conséquences

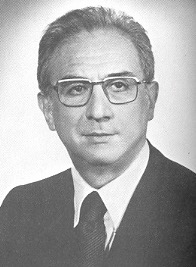
Le nouveau président du Conseil Francesco Cossiga.

Le recul des communistes et la stagnation des autres forces gouvernementales obligent la Démocratie chrétienne à obtenir le soutien du Parti socialiste.
À l'ouverture de la VIIIe législature, la députée communiste de Parme Nilde Iotti est désignée présidente de la Chambre des députés par 433 voix favorables contre 33 au député radical de Rome Leonardo Sciascia et 109 bulletins blancs. En parallèle, le sénateur à vie démocrate chrétien Amintore Fanfani est réélu président du Sénat de la République, remportant 264 suffrages contre 12 au sénateur néofasciste des Pouilles Araldo Crollalanza et 28 votes blancs.
Le président de la République Sandro Pertini confie le 2 juillet à Giulio Andreotti la mission de former le nouvel exécutif. Il la rend cinq jours plus tard, le PSI souhaitant voir un laïque accéder à la direction du gouvernement. Le 9 juillet, le mandat exploratoire revient à Bettino Craxi, secrétaire du Parti socialiste. Ce dernier propose alors une formule à cinq partis, plus tard connu comme le « Pentapartito » rassemblant la DC, le PSI, le PSDI, le PRI et le PLI. Cette option étant rejetée par les démocrates chrétiens, le socialiste renonce le 25 juillet. Après le refus de Forlani, le chef de l'État en appelle le 26 juillet au ministre sortant du Trésor Filippo Maria Pandolfi, mais celui-ci doit à son tour rendre son mandat à Pertini le 1er août après que le PSI s'est opposé à son exécutif formé entre la DC, le PSDI et le PRI.
Dès le lendemain, la charge de former un cabinet échoit au ministre sortant de l'Intérieur Francesco Cossiga. Constituant une alliance entre la Démocratie chrétienne, le Parti socialiste démocrate et le Parti libéral, il parvient à s'assurer l'abstention du Parti socialiste et du Parti républicain. Son gouvernement est assermenté le 5 août 1979 et obtient la confiance des deux chambres dans les dix jours qui suivent.